# Breath After Breath
Breath After Breath è un singolo dei Duran Duran pubblicato nel 1994.

## Tracce
1. Breath After Breath – 4:55